# Arithmetica

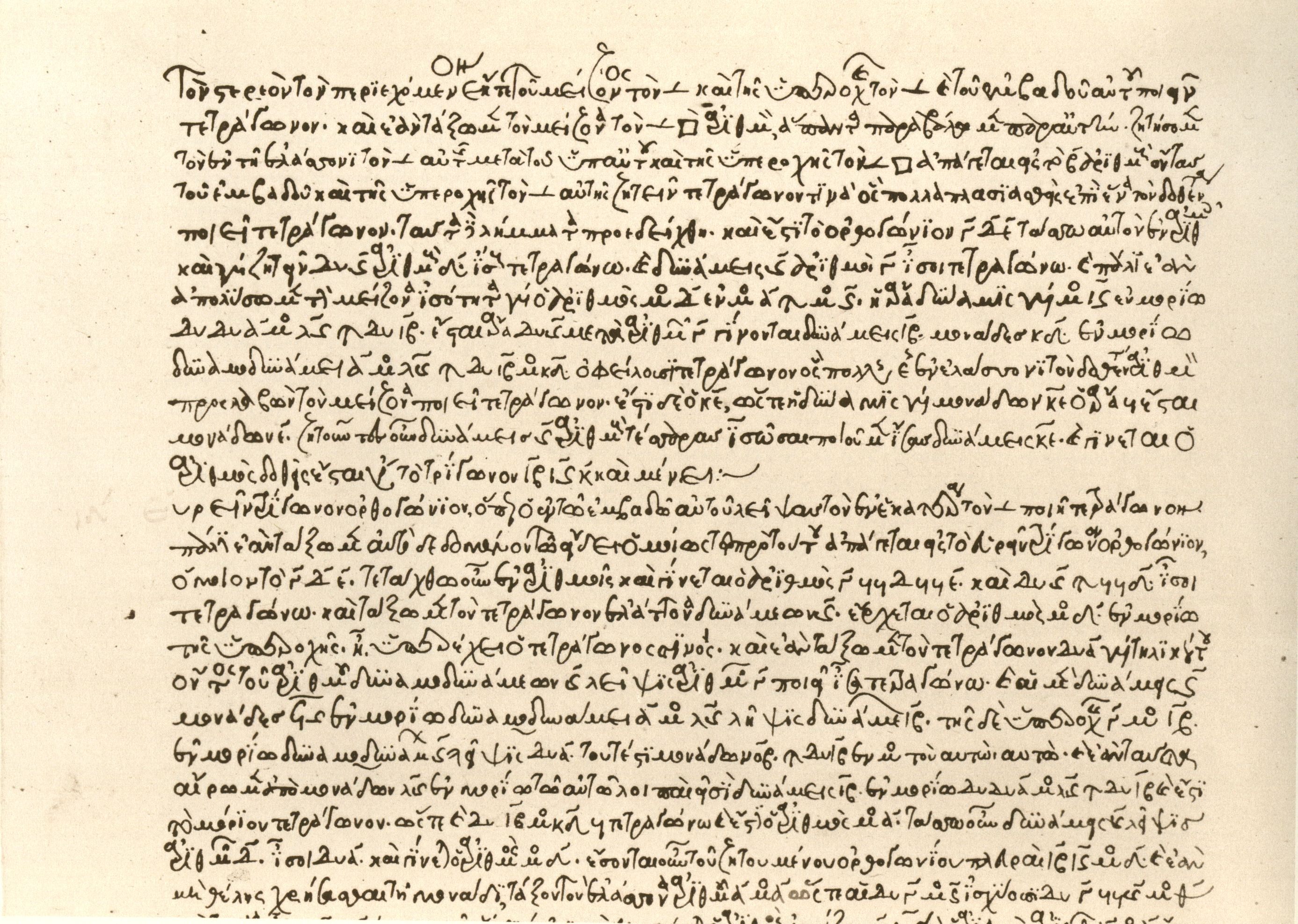
Die Arithmetica in der 1296 geschriebenen Handschrift Rom, Biblioteca Apostolica Vaticana, Vaticanus graecus 191, fol. 388v

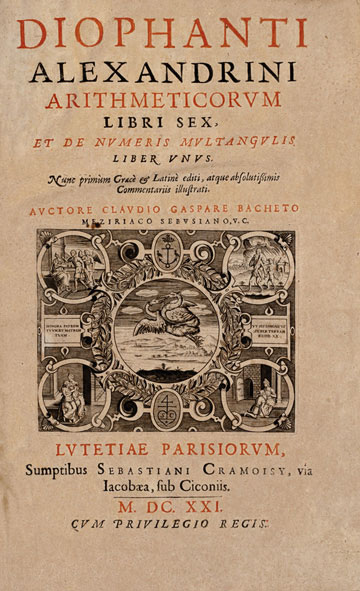
Deckblatt der Ausgabe von 1621 mit lateinischer Übersetzung von Claude Gaspard Bachet de Méziriac

Die Arithmetica (lateinisch aus griechisch Ἀριθμητικά, Arithmetika) sind ein mathematisches Werk, das wohl im dritten Jahrhundert n. Chr. von dem griechischen Mathematiker Diophantos von Alexandria geschrieben wurde. Man geht davon aus, dass es ursprünglich aus 13 Büchern bestand. Davon sind heute jedoch nur noch sechs in griechischer Sprache sowie weitere vier in arabischer Übersetzung überliefert. Diese zehn Bücher umfassen eine Sammlung von rund 300 algebraischen Gleichungen zusammen mit (Ad-hoc-)Methoden zum Finden jeweils einer Lösung dieser Gleichungen. Diese Gleichungen werden heute Diophantische Gleichungen genannt. Die meisten Fragestellungen in den Arithmetica lassen sich auf quadratische Gleichungen zurückführen. Diese Gleichungen inspirierten Pierre de Fermat den Großen fermatschen Satz aufzustellen, der besagt, dass es für {\displaystyle a^{n}+b^{n}=c^{n}} und  {\displaystyle n\geq 3}, keine Lösung mit {\displaystyle a,b,c\in \mathbb {N} } gibt. Diesen schrieb er auch an den Rand seines Handexemplars der Arithmetica, was erst nach seinem Tod entdeckt wurde.